# Hilma Börjesson
Hilma Kristina Börjesson, född 30 april 1863 i Hajom, död 5 november 1923 i Huangzhou i Kina, var en svensk missionär, lärare och skolföreståndare. Hon var verksam i Kina under det sena 1800-talet och tidiga 1900-talet.

## Biografi

### Bakgrund
Hilma Börjesson växte upp på Haggården i byn Nödinge, Hajoms socken (idag Marks kommun, Västra Götaland). Familjen ägde inte gården utan arrenderade, och på gården bodde också ett par drängar och pigor. När hon var 12 år gammal dog hennes far. Modern dog 1912; familjen bodde under hela denna tid på gården.
Börjesson studerade till småskollärarinna 1879–1880. Efter att ha arbetat ett par år gick hon sedan vidare på folkskollärarseminariet i Skara 1883–1887. Efter några års arbete i närheten av hemmet fick hon år 1890 tjänst som extra ordinarie folkskollärarinna vid Tegelsmora kyrkskola i Uppland. Hon tillträdde tjänsten i juni 1890 men slutade den i september 1891 då hon blivit antagen som missionär för Kina inom Svenska missionsförbundet (SMF).

### Flytt till Kina
När hon antagits flyttade hon till Stockholm för att studera vid Elsa Borgs bibelkvinnohem där många kvinnliga missionärer utbildade sig innan sina utresor. Börjesson hade en gedigen lärarutbildning och undervisningserfarenhet men inte någon större erfarenhet av evangelisation eller arbete riktat mot kvinnor. Vid SMF:s årskonferens i juni 1892 utvaldes hon till "söndagsskolebarnens missionär" i Kina. Hon reste ut i mars 1893 och anlände i början av maj 1893 till huvudorten i Hubeiprovinsen, Wuhan, där SMF:s dittills enda missionsstation låg.
Börjesson fick börja med att lära sig kinesiska, arbeta i gatukapell och leda samlingar för kvinnor. Hon lyfts fram i andra missionärers berättelser som särskilt aktiv i Wuhan under åren 1895–1896 då flera missionärer lämnat SMF för andra missionssällskap. År 1896 åkte hon till byn Huilongshan för att arbeta bland kvinnor och startade ensam missionsarbetet där. På grundval av hennes arbete etablerades några år senare en liten station med kapell i Huilongshan. Orten ligger längs Yangzifloden, cirka nio mil nordost om Wuhan och två och en halv mil nordväst från Huangzhou där hon senare kom att arbeta större delen av sin tid i Kina.

### Skolarbete
År 1902 fick SMF:s missionärer en inbjudan från lokala ämbetsmän att påbörja arbete i Huangzhou. Trots att ekonomiska medel saknades och att inga extra pengar kom från SMF i Sverige, så bestämde man sig ändå för att öppna en ny missionsstation. Här fick man oväntad hjälp av Anna Berg som just kommit till Kina som missionär. Hon hade blivit änka som ung och därigenom ärvt sin man som varit affärsman och relativt förmögen. Anna Berg investerade i tomter och finansierade flera byggnader och fick också ansvar för att starta en ”praktisk skola för flickor” som kunde öppna 1906.
Börjesson bidrog mycket konkret till utvecklingen i Huangzhou genom att starta en flickskola i hyrda lokaler i den lilla orten Tuanfeng utanför Huangzhou redan 1904. Pengarna för detta kom från ”ett par varmhjärtade missionsvänner i Västerås”, enligt Börjessons egna ord. Skolan i Tuanfeng blev föregångare till den större skola i Huangzhou som kunde invigas i februari 1906. Börjessons insatser för utbildningen i Huangzhou och hela östra Hubei är fortfarande ihågkomna av samtida skolledare. När Huanggang stads experimentskola 2008 samlade fakta om sin drygt hundraåriga historia så började man 1904 med Börjesson och skolan i Tuanfeng. I skolans egen historiska översikt framgår att Börjesson och Anna Berg var de hittills enda kvinnliga rektorerna eller skolledarna. Börjesson benämns med sitt kinesiska namn Bai Yongqing (白永清), men anges som svensk missionär. Skolan anses idag som den främsta i östra Hubei och är utpekad som modellskola och utvald i den första omgången av "nationella moderna tekniska experimentskolor".
Tillsammans med Anna Berg utvecklade Börjesson skolverksamheten i Huangzhou och vad som 1906 började som Huangzhou praktiska skola. Från 1911 erbjöds motsvarande folkskollärarexamen (kinesisk lägre mellanskola) och skolan bytte namn till Huangzhou praktiska skola och lärarinneseminarium. Flera kvinnor som utexaminerats före 1911 fungerade då redan som bylärarinnor och skolan i Huangzhou fick ett mycket gott rykte i hela östra Hubei och in i angränsande provinser. Målet för skolan var ”att under evangelii inflytande i unga år bibringa infödda kvinnor en praktisk utbildning såsom underlag för deras blivande verksamhet i livet, vare sig som hustrur, mödrar, lärarinnor eller bibelkvinnor.” Det var alltså en blandning av praktiskt och teoretiskt arbete där Börjesson med sin utbildning och erfarenhet stod för lärarutbildningen, och andra för de praktiska färdigheterna. År 1912 organiserade SMF om hela sin skolverksamhet i Kina så att man tydligt delade in skolorna i små- och folkskolor och skärpte kraven på lärarnas utbildning. Börjesson deltog i den kommitté som förberedde detta och hon skrev att "detta syntes mig så solklart, att jag utan vidare begynte göra förberedelser därför".
Vad som är anmärkningsvärt när det gäller Börjesson, Anna Berg och andra tidiga kvinnliga missionärer är att de under de första åren ute på fältet inte hade rösträtt inom missionärskåren. Ändå tog Börjesson initiativ till skolan i Tuanfeng, och tillsammans med Anna Berg till skolan i Huangzhou. Det står också klart att under den tid hon verkade i Huangzhou var hon en stor förebild för unga kvinnor i östra Hubei. Flera av hennes studenter återkom så småningom till Praktiska skolan som lärarutbildare, och några studerade också vidare på universitet i Nanjing och Shanghai. Börjesson gifte sig aldrig och blev kanske även på det viset en förebild, som en hängiven utbildare och missionär som också visade att kvinnor kan ta ansvar och ha ledande roller i samhället. Kvinnors ställning i Kina började förändras under 1910-talet efter kejsardömets fall, främst i de större städerna. De kvinnor som utbildades av Börjesson i Huangzhou fick bli del av detta på lokal nivå.

### Senare år
SMF:s missionärer sändes ut för perioder om sju år i taget och Börjesson hann under sitt liv fullgöra tre hela perioder plus ytterligare några år. Under hemmaperioderna i Sverige reste hon runt i landet för att berätta om missionsarbetet och för att samla in pengar till missionen. Det finns många tidningsnotiser från lokaltidningar om hur Börjesson kom på besök, till exempel i Alingsås Tidning där det den 24 januari 1902 berättades att Börjesson visat "missionsvyer från Kina, genom Lanterna Magica". Andra tidningar tog upp att hon också reste runt före sin första utresa för att etablera sig som "söndagsskolebarnens missionär" och hon initierade på flera ställen barnsyföreningar, vars alster såldes på auktioner till förmån för missionen. Hon kunde också hålla "barnpredikningar" och även hålla "föredrag för äldre om qvinnans mission hemma och ute". Mellan raderna i olika missionärsrapporter och skrifter kan man förstå att Börjesson var duktig på kinesiska, då andra missionärer skriver om hur hon översatte och tolkade i olika sammanhang.
Börjesson dog den 5 november 1923 i Huangzhou, en nyhet som rapporterades både i Dagens Nyheter och andra rikstäckande tidningar, liksom i många svenska lokaltidningar. Hon begravdes i den lilla orten Guling (Kuling) på berget Lushan i Jiangxiprovinsen. På Lushan byggde missionärer från många länder tidigt sommarbostäder för att komma undan den fuktiga värmen längs Yangzifloden under högsommaren med temperaturer upp till 40 grader. Börjesson hade inte något eget hus på Lushan utan bodde i SMF:s gemensamma hus. I Guling finns idag fortfarande lämningar efter Börjesson, förutom hennes grav och huset hon bodde i är det en samling böcker, de flesta på svenska, som finns i Lushans gamla bibliotek, bland annat hennes psalmbok. Detta bibliotek samlar mycket material som blev kvar när missionärerna av olika skäl tvingades lämna Kina under andra världskriget och när utländsk mission förbjöds 1949 då folkrepubliken Kina grundades.